# Manuel Turrillas
Manuel Turrillas Ezcurra (Barasoain, 1 de enero de 1905 - Pamplona, 20 de octubre de 1997), el "Maestro Turrillas", como es conocido popularmente, fue un compositor de folclore local, aunque su trabajo recoge también música de ritmos bailables y religiosa. Es el autore de música para banda más popular en Navarra.

## Biografía
Su padre y un hermano de éste le introdujeron en la música, siguiendo el método de Hilarión Eslava, y también recibió enseñanzas del secretario municipal y organista del pueblo, Manuel Rodero.
A los 20 años se trasladó a vivir a Pamplona, donde comenzó desarrollando distintos trabajos y, finalmente, ejerció de comercial de productos agrícolas hasta su jubilación en 1975. 
En 1940 contrajo matrimonio con Luisa Roldán Aranaz (Barásoain, 1911 – Pamplona, 2004), con la que tuvo cinco hijas y un hijo.
Con independencia de su trabajo cotidiano, al mismo  tiempo compuso obras musicales para muchos pueblos de Navarra, sobre todo de la Zona Media, para ser interpretadas en sus fiestas patronales;
con este fin creó un repertorio para cada momento de las mismas (aurora, misa, pasacalles y bailables) atendiendo a los instrumentos disponibles en cada localidad, escasos generalmente.

### Perfil humano
No asumía que le llamasen maestro: “Maestro, ¿de qué?”, solía decir. Sencillo, discreto, muy trabajador, amante de su tierra, católico practicante, y agradecido, no se le oyó hablar mal de otras personas. "Bondadoso", "honrado", eran adjetivos frecuentes de las personas que tuvieron trato directo con él. No daba más importancia a sus composiciones más allá de que sirvieran para el entretenimiento sano de la gente, en especial el de la juventud. De hecho, era incapaz de poner precio a sus composiciones. Igualmente era generoso con su obra: “Yo pongo el barro y vosotros -por los músicos- lo modeláis”, decía, dejándoles hacer a su albedrío.

## Trayectoria musical
Ingresó en la banda municipal de música La Pamplonesa como educando en 1928. Compaginó su trabajo y la participación en la banda de música con estudios elementales de armonía en la escuela municipal de música de Pamplona con los profesores Eleuterio Munárriz y su hijo José María, organista de la parroquia de San Nicolás de Pamplona.
Durante la guerra civil española, después de pasar por el frente de Somosierra, fue llamado para formar parte de la banda de música del Requeté.
En 1943 obtuvo plaza de clarinetista primero en La Pamplonesa, en la que permaneció durante 50 años.

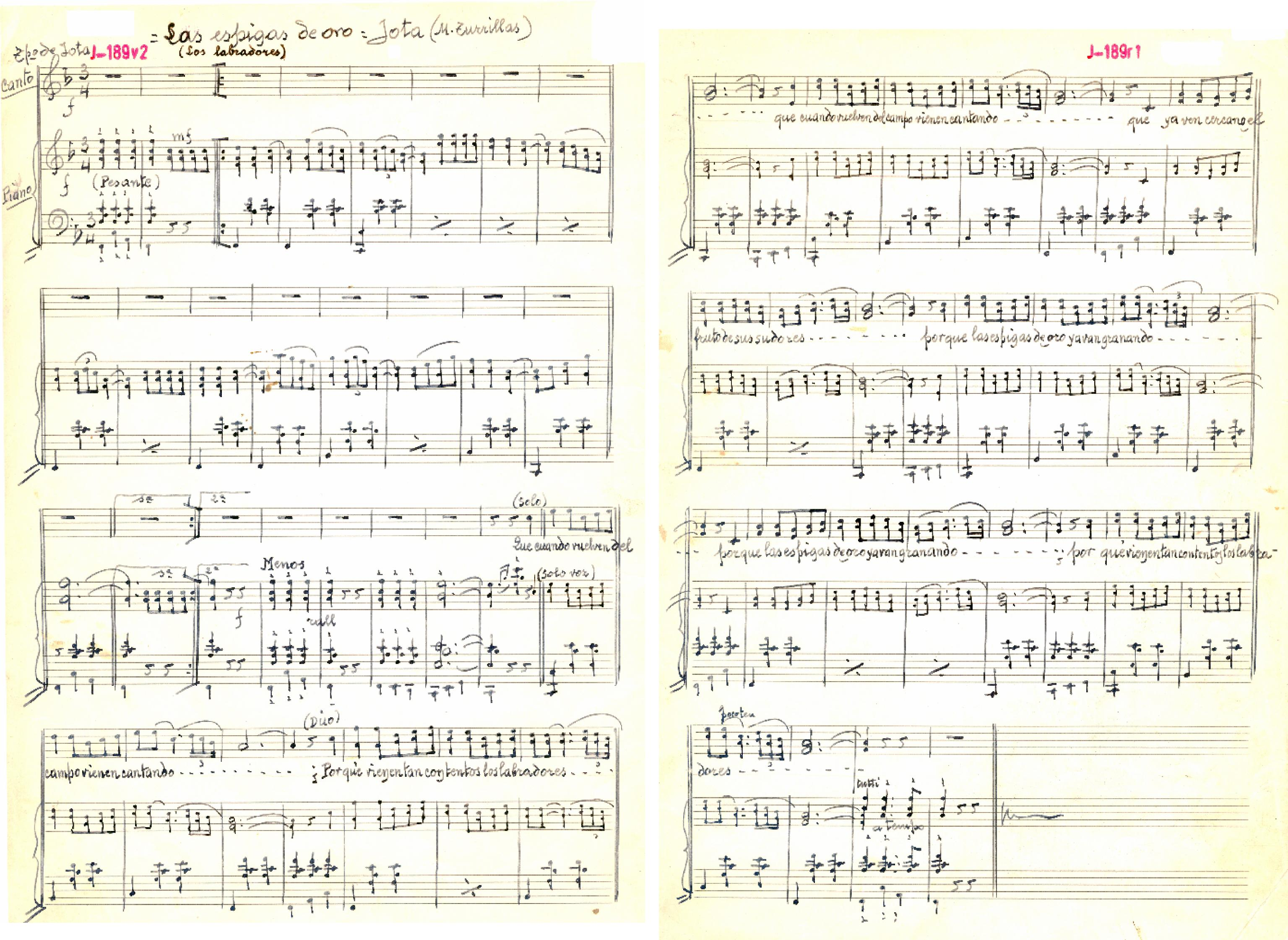
Partitura original de la popular jota "Las espigas de oro"

Aunque La Pamplonesa fue la academia que le proporcionó conocimientos de armonización, en buena parte fue autodidacta. Para esta banda compuso el repertorio principal de música para las fiestas de San Fermín. Esto le permitió conocer a fondo las características y tonos de cada instrumento.
Sus composiciones se extendieron también para orquestina, instrumentos de pulso y púa, fanfarre, txistu y gaita, y asimismo compuso alguna pequeña pieza para piano y órgano. Estas obras obedecían a encargos de grupos musicales fundamentalmente de Navarra .
Como instrumentista no se limitó al clarinete, puesto que también tocaba el acordeón y el saxofón y, con menos frecuencia, la trompeta, guitarra, violín y piano.

## Obras
Su producción musical está formada por 294 canciones y 387 jotas −en ocasiones, solo las letras−, además de 659 trabajos y arreglos sobre partituras de tipo muy diverso.diverso. En total sus partituras suman alrededor de 5000.
Una parte importante de su obra fue grabada en los soportes de la época. De estos, la familia depositó en el Archivo Real y General de Navarra , el 3 de julio de 2017, 39 discos de vinilo de 45 rpm, 60 discos de vinilo de 33 rpm, 123 cintas de casete y 43 discos CD.
Pude decirse que estableció un estilo  musical para los Sanfermines que aún perdura. El interés de sus composiciones y su carácter popular hicieron que se divulgasen rápida y ampliamente por Navarra y otros lugares de España y del extranjero.
Manuel Turrillas es uno de los personajes que han marcado la vida cultural y festiva de su tierra y que descubre un aspecto de la idiosincrasia del pueblo navarro en forma de pasacalles, marchas, auroras , zortzicos , pasodobles, jotas navarras, himnos para "peñas" pamplonesas, de otros lugares de Navarra, de alguna otra provincia y del País Vascofrancés. 
Buena parte de sus himnos para las "peñas" de Pamplona fueron grabados por Los Iruña'ko, quienes difundieron la música folclórica navarra por Europa y América.
El Club Atlético Osasuna le encargó el himno “Aúpa Osasuna”, que es el oficial de ese club desde 1960 de acuerdo con la versión de “Los Iruña’ko”.
La Casa de Misericordia de Pamplona eligió en 1961 como pasodoble oficial de la Feria del Toro pamplonesa la composición de Manuel Turrillas titulada  “Pamplona, Feria del Toro”.
Por otra parte, puso su voz en la canción correspondiente a la celebración de la fiesta anual de Nafarroa Oinez de 1990.

## Reconocimientos
Su persona y su obra fueron objeto de diversos homenajes a lo largo de su vida, y asimismo tras su fallecimiento en 2005, a los 92 años. Por este motivo, recibió numerosos obsequios y recuerdos que por deseo del compositor fueron depositados en el Ayuntamiento de Barasoain.
- En 1973 recibió el ‘Pañuelo de Honor’ del Ayuntamiento de Pamplona.[4]
- En 1977 La Pamplonesa le otorgó su "Medalla de Oro"
- En 1983 Barasoain le nombró 'Hijo Predilecto' y le dedicó una plaza.
- En 1991 fue invitado a participar en el 'Chupinazo' de los Sanfermines.
- En 1992 recibió el 'Gallico de Oro' de la Sociedad Gastronómica Napardi[5]
- En 1994 fue nombrado 'Socio de Honor' de La Pamplonesa.
- En 1997 recibió la 'Medalla de Oro' de Pamplona[6] y le fue dedicada una plaza de la ciudad.[7]
- En 2019 el jotero pamplonés Josu Hernández Asurmendi creó la 'Escuela de Jotas Manuel Turrillas.
- En 2005 las peñas de Pamplona celebraron un homenaje con motivo del centenario del nacimiento de músico. Con anterioridad le habían ofrecido otros varios.